# L'Enfant de volupté
Pour les articles homonymes, voir Il piacere.
L'Enfant de volupté (Il piacere) est le premier roman de Gabriele d'Annunzio, publié en 1889 et traduit en français par Georges Hérelle en 1895.

## Résumé
Andrea Sperelli est un jeune dandy noble de Rome qui vit au palais Zuccari (Trinité des Monts), bien qu’il soit originaire des Abruzzes. Il aime Elena Muti, bien qu’elle soit mariée à un autre. Andrea se bat en duel avec un rival pour l’affection d’une autre femme mariée, mais se blesse et est emmené à Francavilla al Mare, où, à la Villa Schifanoja, il rencontre la belle Maria Ferres. Andrea, une fois guéri, se rend compte qu’il aime à la fois Maria et Elena. À la fin de l’histoire, cependant, il perd les deux femmes.

## Analyse
Il Piacere et son protagoniste Andrea Sperelli ( ouvrage traduit en français en 1995 par G. Hérelle) fut considéré comme un nouveau type de prose psychologique et introspective, destiné à connaître un grand succès et qui  permettra à D'Annunzio d’enquêter sur les erreurs et les revers de la vie du « dernier descendant d’une race intellectuelle ».

## Adaptation cinématographique
Le roman est adapté au cinéma en 1918 par Amleto Palermi sous le titre Il piacere.